# Maguarichi
Maguarichi es una localidad del estado mexicano de Chihuahua. Es parte del municipio de Maguarichi.

## Demografía
| Gráfica de evolución demográfica |
|                                  |

| Censo | Población |
| ----- | --------- |
| 1900  | 1 011     |
| 1910  | 275       |
| 1921  | 802       |
| 1930  | 288       |
| 1940  | 387       |
| 1950  | 972       |
| 1960  | 312       |
| 1970  | 460       |
| 1980  | 187       |
| 1990  | 339       |
| 2000  | 561       |
| 2010  | 801       |
| 2020  | 741       |